# Розальба Карр'єра
Розальба Карр'єра (італ. Rosalba Carriera; 7 жовтня 1675, Кьоджа — 15 квітня 1757, Венеція) — італійська художниця доби рококо в Італії та Франції. Працювала в техніці пастель. Її творчість була одним з імпульсів для виникнення мистецтва доби рококо в Італії і, особливо, у Франції.

## Біографія
Мати була майстринею по мереживу. Розальда займалася мініатюрою та розписом табакерок, що продавали туристам в Венеції.
1700 року за свої роботи була прийнята в Академію Св. Луки в Римі. Брала уроки малювання у Дж. Дьямантіні та А. Балєстри.
1716 року в Венеції познайомилась з багатієм та відомим колекціонером з Парижа П'єром Кроза (1661—1740). Якщо королівська родина робила борги, то Кроза робив гроші. І так успішно, що вистачало на мандри Італією, де він скуповував видатні твори мистецтв (від художніх до ужиткових). На відміну від модників, він купував також малюнки старих майстрів, гравюри, італійську майоліку. До того ж, він знаходив нові таланти. Саме Кроза підтримає невідомого Антуана Ватто (1684—1721) і венеційку Розальбу Карр'єру, яку запросив у Париж.
В березні 1720 р. Розальба з родиною переїхала до столиці. Її пастелі мали успіх. Тільки королівська родина замовила їй 36 портретів. А були ще й сторонні замовлення. Лестити вельможним замовникам вона добре уміла.
В Парижі вона познайомилася з дуже хворим Ватто і встигла до його смерті (1721) написати портрет видатного митця Франції. Стала членкинею Французької Королівської Академії живопису.
1721—1730 роки прожила в Венеції. Півроку працювала у Відні при дворі імператора Карла VI. Навчала малюванню дочку Карла VI, майбутню імператрицю Марію-Терезу.
З 1750-х років художниця почала втрачати зір через катаракту. Дві операції зір не повернули.
Померла в Венеції.
Вшанована на Поверсі спадщини Джуді Чикаго.

## Твори Карр'єри в музеях світу
- Лувр, Париж.
- Дрезден, Німеччина.
- Петербург, Росія.
- Венеція, Італія.
- Рим, Італія.
- Відень, Австрія .

## Галерея

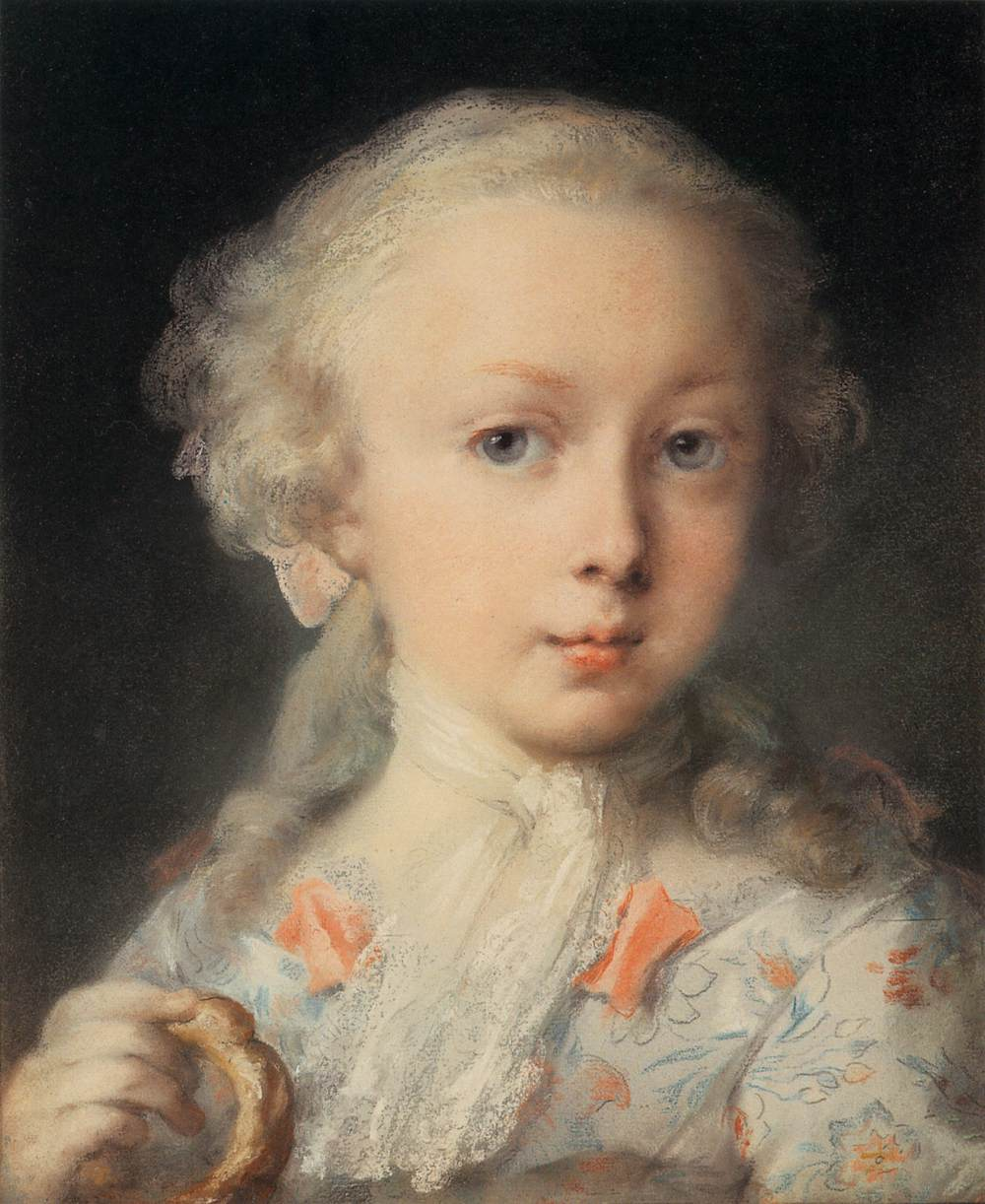
«Портрет дівчинки з булочкою», 1725, Галерея Академії, Венеція
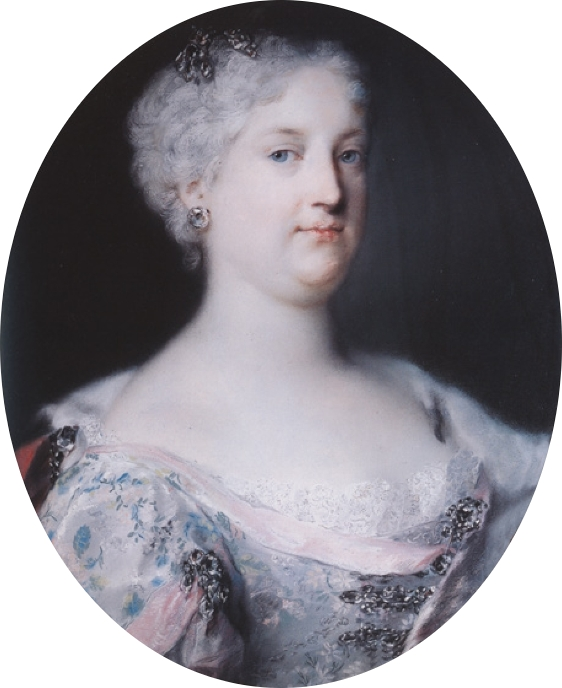
Елізабета Христина Брауншвейг-Вольфенбюттельська
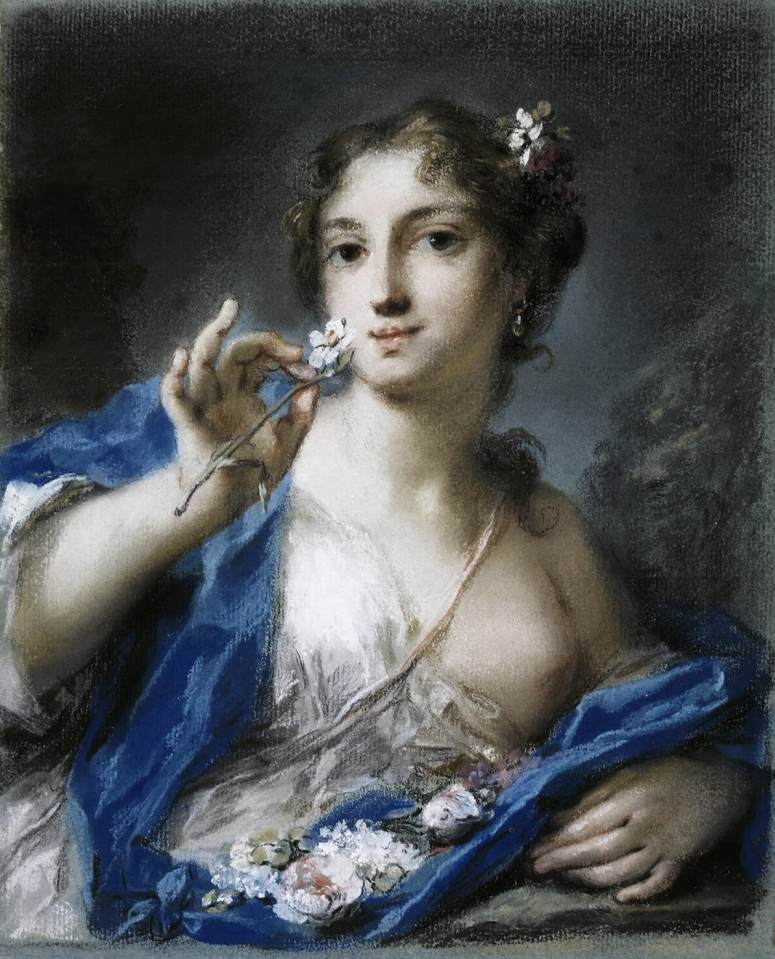
«Алегорія весни»
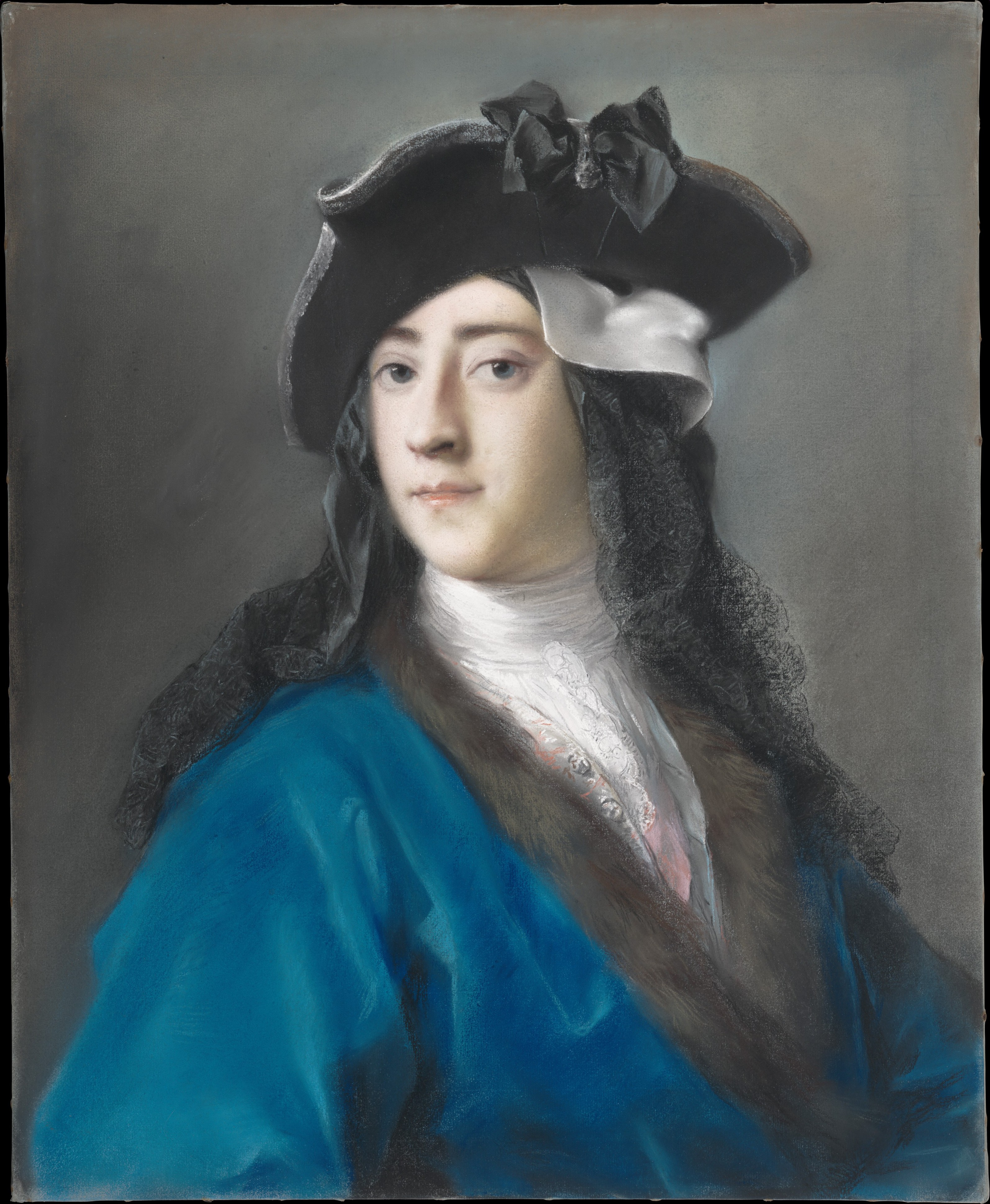
Густав Гамільтон в маскарадному вбранні
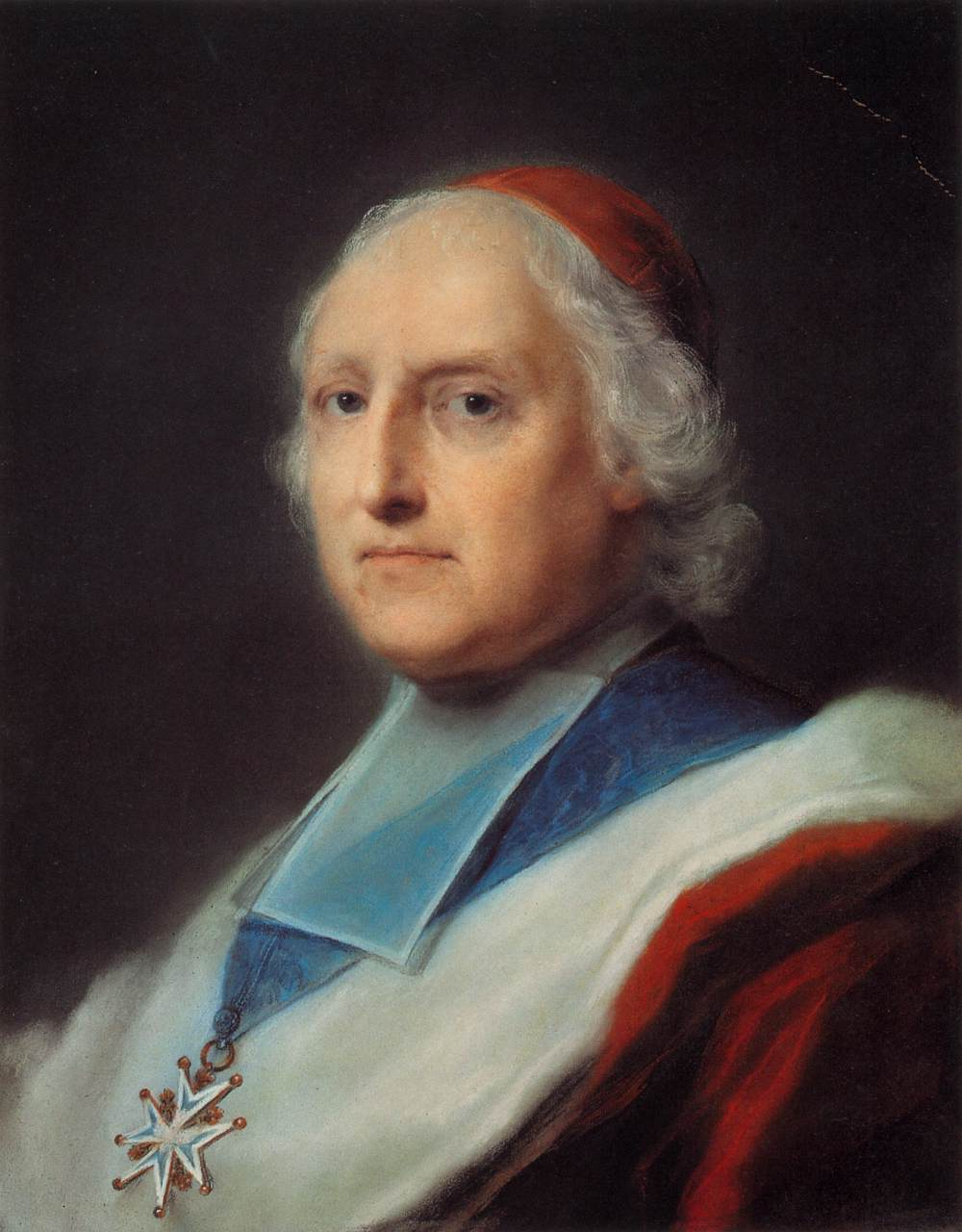
Кардинал Мельхіор де Поліньяк
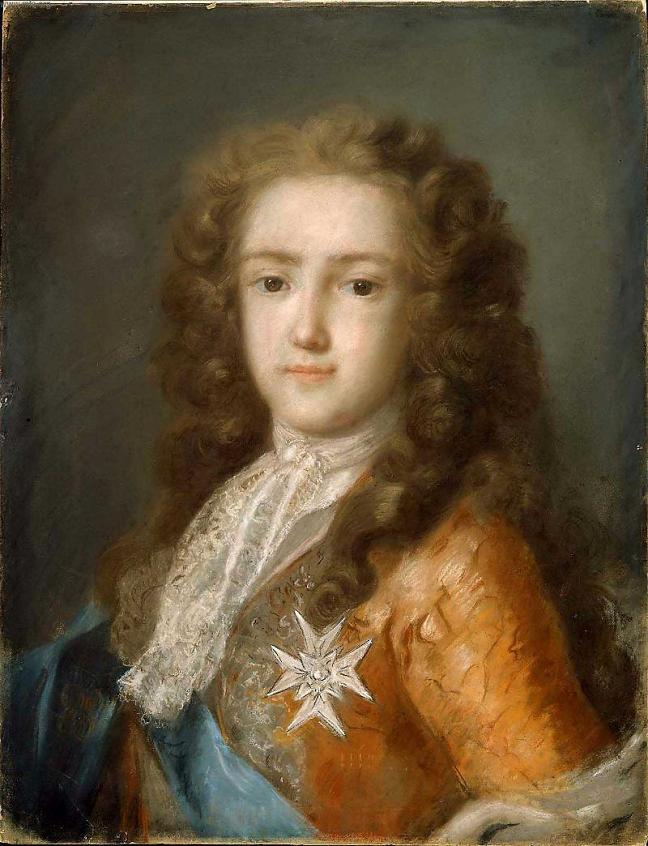
спадкоємець престолу Луї XV підлітком
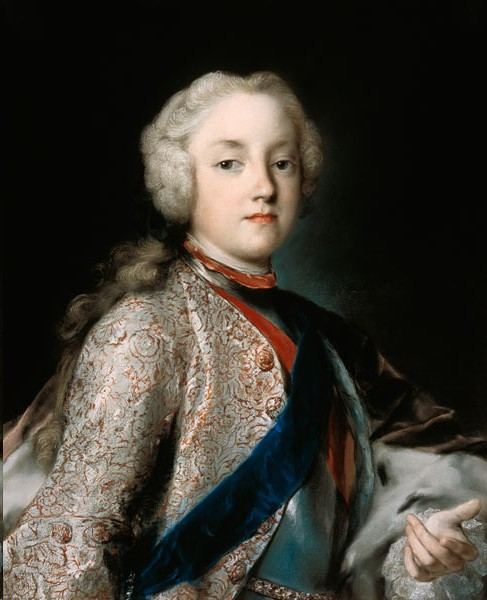
Принц Фрідріх Христіан Саксонський
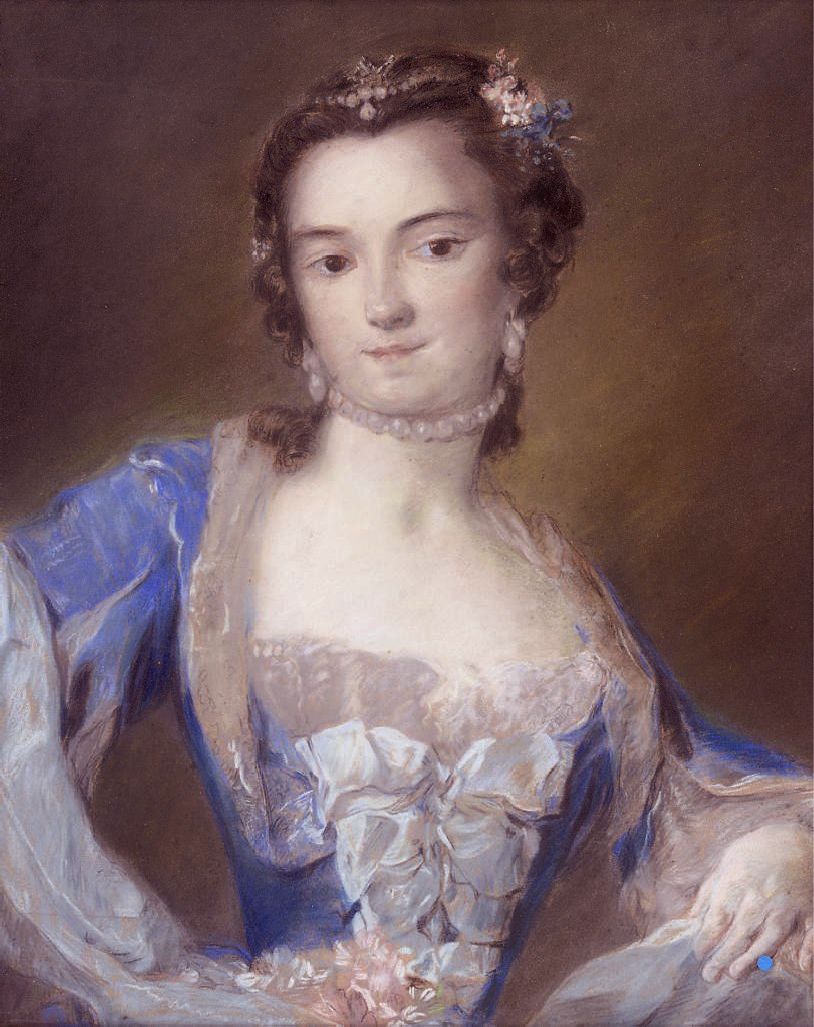
Барбара Кампаніні, італійська балерина
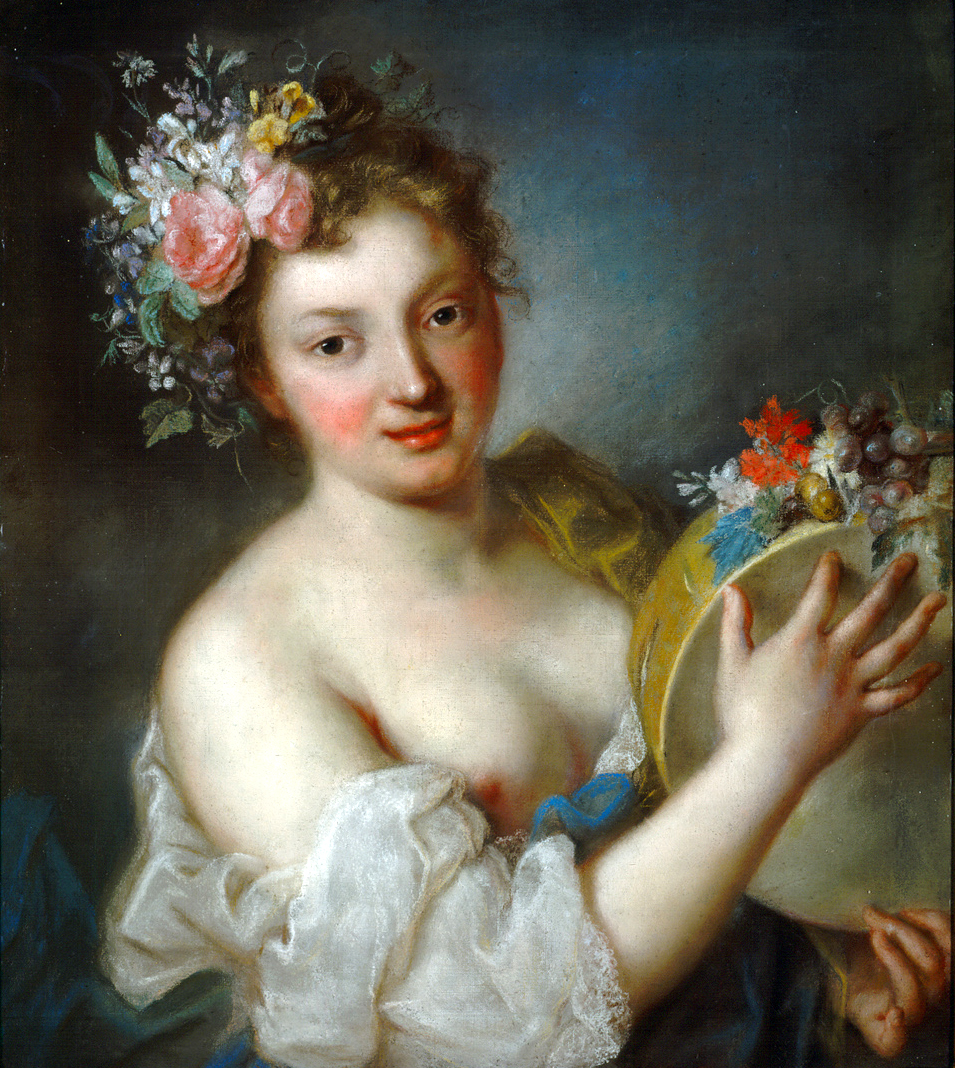
«Алегорія музики»